# Chilothorax ohishii
Chilothorax ohishii är en skalbaggsart som beskrevs av Masumoto 1975. Chilothorax ohishii ingår i släktet Chilothorax och familjen Aphodiidae. Inga underarter finns listade i Catalogue of Life.